# Síndrome de Hermansky-Pudlak
A síndrome de Hermansky-Pudlak é uma patologia autossômica recessiva e é encontrada mais frequentemente em Porto Rico e nos alpes suíços. A ocorrência simultânea de albinismo oculocutâneo e tempo de sangramento prolongado foi inicialmente descrita por Hermansky e por Pudlak em 1959. Consiste no fenótipo da tríade de hipopigmentação, tempo de sangramento prolongado e doença de acúmulo lipídico (ceroide). Outras características são fibrose pulmonar e colite granulomatosa. A desordem é causada por mutações no gene HPS1 no cromossoma 10q23. O produto do gene HPS1 é envolvido na transferência dos melanossomas, de corpos densos de plaquetas, e de lisossomas.

## Incidência
Esta doença é mais frequente em Porto Rico e nos alpes suíços, e afeta entre 1 em 500.000 e 1 em 1.000.000 indivíduos no mundo.